# Norske tog Type 79
Die Elektrotriebzüge der norwegischen Type 79 werden durch den Fahrzeugbetreiber Norske tog bestellt. Norske tog beschafft Schienenfahrzeuge und bietet den Personenverkehrsbetreibern auf dem norwegischen Schienennetz die Vermietung dieser Fahrzeuge an. Nach Abschluss der Bieterphase wurde der Auftrag an Stadler Rail vergeben, der die Züge als FLIRT Nordic Express (NEX) bezeichnet.
Die im Fernverkehr in Norwegen eingesetzten Lokomotiven und Wagen sind teilweise 40 Jahre alt und erreichen das Ende ihrer Lebensdauer. Diese sollen durch die neuen Triebzüge ersetzt werden, danach werden keine lokbespannten Reisezüge mehr in Norwegen verkehren.

## Geschichte
Der norwegische Staatshaushalt für 2022 enthielt einen Vorschlag zum Kauf neuer Fernverkehrszüge. Geplant ist, 17 Exemplare zu erwerben. Der Beschaffungswert wird auf 6,5 Mrd. norwegische Kronen (NOK) geschätzt, das Limit beträgt 8 Mrd. NOK. Mögliche Lieferanten wurden am 9. November 2021 aufgefordert, Angebote abzugeben.
Folgende Hersteller haben sich zur Angebotsabgabe qualifiziert:
- Stadler Rail
- Alstom Transport Norway
- Construcciones y Auxiliar de Ferrocarriles (CAF)
- Talgo

Ein 2023 abzuschließender Vertrag soll zudem eine Option für die Bestellung von bis zu insgesamt 100 Zügen beinhalten. Der Prozess zur Bewertung möglicher Lieferanten war detailliert und gründlich. Dazu hat Norske tog eine Integritäts-Due-Diligence-Prüfung bei den Unternehmen durchgeführt, die am Ausschreibungswettbewerb teilnehmen wollten.
In einem ersten Schritt werden 17 Züge bestellt, von denen 13 elektrisch und 4 bimodal sind:
- 8 Züge Typ 79A (ab 2027): elektrisch mit Tages- und Nachtausstattung
- 4 Züge Typ 79B (ab 2028): bimodal (elektrisch/dieselelektrisch) mit Tages- und Nachtausstattung
- 3 Züge Typ 79C (ab 2026): elektrisch mit Tagesausstattung
- 2 Züge Typ 79D (ab 2027): elektrisch mit Tagesausstattung, mit einem Gepäck- und Fahrradwagen

Stadler Rail gewann diesen Wettbewerb nach einer Gesamtbewertung von Kosten und Qualität. Am 17. Februar 2023 hat Norske tog insgesamt 17 Einheiten vom Typ FLIRT NEX, einer Untervariante des FLIRT mit Anpassung an das nordische Klima, bei Stadler bestellt sowie Optionen für 66 weitere Einheiten unterzeichnet. Die bimodalen Züge des Typs B führen an einem Ende einen Generatorwagen mit zwei Stromerzeugungsaggregaten (insgesamt 2800 kW); die Verbrennungsmotoren können später durch nachhaltigere Energiequellen ersetzt werden.
2025 soll der erste Zug Versuchsfahrten aufnehmen, 2026 der erste Zug dem Verkehr übergeben werden. Spätestens 2033 soll die Betriebsübergaben aller Züge erfolgt sein.

## Technische Ausführung
Da nicht alle Teile des norwegischen Eisenbahnnetzes elektrifiziert sind, sollen die neuen Züge entweder elektrisch betrieben oder als Hybridzüge ausgeführt sein. Die Produktion soll nach Einarbeitung spezifischer, auf das norwegische Bahnnetz zugeschnittene, Sonderlösungen frühestens 2024 beginnen und die ersten Züge ab 2026 in Dienst gestellt werden.
Die Züge führen einen behindertengerechten Bistrowagen mit Selbstbedienung. Die Typen 79A und 79B bieten je 48 Betten in Zwei- und Vierbett-Schlafabteilen, die tagsüber in teilweise geschlossene Sitzabteile umgewandelt werden können. Alle Züge besitzen Ruhesessel, die auch tagsüber benutzt werden können. Damit sollen die Züge unabhängig von der Tageszeit eingesetzt werden können. In einem Wagen befindet sich eine Familienzone mit Kinderspielbereich.
Die Züge erhalten ergonomisch und komfortabel gestaltete Führerstände mit separater Klimaanlage und einen Personalraum mit abschließbarer Tür, getrennt vom Fahrgastraum. Der große Bistrobereich mit angeschlossener Küche und Kühltheke wird durch eine zusätzliche Comfort-Lounge neben der 1. Klasse ergänzt. Alle Züge sind mit einem Rollstuhllift ausgestattet.
Die Triebzüge können in zwei unabhängig betriebsfähige Einheiten aufgeteilt werden. Dazu ist der Rangierbetrieb ohne Oberleitung durch Traktionsbatterie möglich. Das Energiespeichersystem der Triebzüge 79B ermöglicht regeneratives Bremsen und Batteriebetrieb ohne Oberleitung.

## Geplanter Einsatz
Sieben Züge sollen ab 2026 zuerst auf der Bergensbane eingesetzt werden. Bis 2028 folgen die Dovrebane und die Sørlandsbane mit je drei Einheiten sowie die Nordlandsbane mit vier Zügen.